# Ozyptila metschensis
Ozyptila metschensis är en spindelart som beskrevs av Embrik Strand 1906. Ozyptila metschensis ingår i släktet Ozyptila och familjen krabbspindlar. Inga underarter finns listade i Catalogue of Life.